# 邓大林
鄧大林（?—?），字蔭泉，別署意道人、長眉道人。香山（今中山）人。

## 生平
出生於清代道光初年，其父以賣藥為生，有“佐壽堂”。嗜詩善畫，黃培芳称“诗不求工，往往自然入妙，老妪能解。”，與蘇六朋、梁琛、鄭績、袁杲等友好，与黃培芳等结诗画社。築「杏林莊」于广州芳村白鹅潭畔（今芳村松基直街），庄园不设围墙，園內环植竹柳，幽雅别致，张维屏称“结构无多妙到宜，要从雅淡见清奇”。